# Истомин, Денис Олегович
Денис Олегович Истомин (узб. Denis Olegovich Istomin; род. 7 сентября 1986, Оренбург) — узбекистанский теннисист; полуфиналист одного турнира Большого шлема в миксте (Открытый чемпионат Австралии-2013); победитель пяти турниров ATP (из них два в одиночном разряде).

## Общая биография
Старший из двух сыновей Клавдии и Олега Истоминых, брата зовут Антон. Мать является тренером Дениса, а отец занимается бизнесом.
Пришёл в теннис в пять лет. Имеет прозвище, производное от имени — Дени (англ. Deni)
В 2001 году попал в серьезную аварию, из-за который юный Истомин мог завершить только начатую спортивную карьеру.

## Спортивная карьера

### Начало карьеры

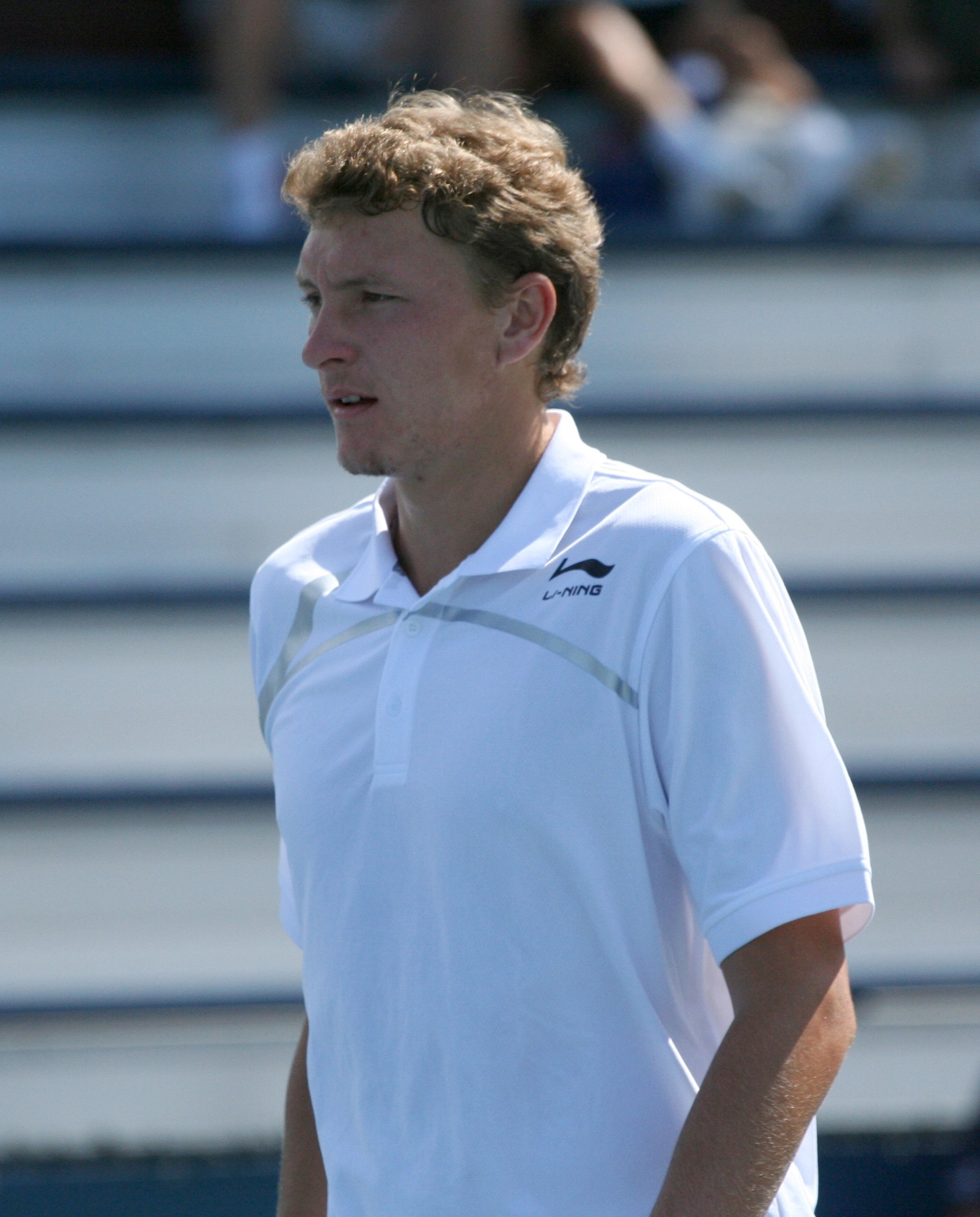
На Открытом чемпионате США 2009 года

Дебютировал в профессиональных соревнованиях в 2001 году на домашних турнирах, однако вскоре на несколько лет покинул теннис: по дороге между турнирами он попал в тяжёлую автомобильную аварию, после чего вынужден был провести три с половиной месяца в больнице со сломанной ногой, а полноценно вернулся к тренировкам и играм лишь в 2004 году. Уже в первый год возвращения он выиграл дебютный парный титул из серии «фьючерс», а в 2005 году, стабилизировав качество игры, прорвался в топ-200 одиночной классификации и выиграл несколько «фьючерсов» и первый титул из «серии челленджер» на соревнованиях в Узбекистане. Быстро выйдя на достаточно высокий, по меркам национального тенниса, уровень результатов, Истомин в марте 2005 года в 18 лет впервые сыграл за сборную Узбекистана в Кубке Дэвиса и стал на долгий срок регулярно попадать в заявку сборной на матчи турнира.
Прогресс Истомина позволил национальной федерации заполучить для него региональное специальное приглашение в основу турнира серии Большого шлема — Открытого чемпионата Австралии 2006 года, где в первом же матче сыграл с лидером мужского тенниса Роджером Федерером — 2:6, 3:6, 2:6. В 2006 и 2007 году Истомин играл на одном уровне, находясь в рейтинге в конце топ-200 или близко к нему. В 2006 году он отметился победами на двух «челленджерах» в парах, а в 2007 году на двух в одиночном разряде.
В январе 2008 года Истомин выиграл свой первый матч на турнирах Большого шлема, попав по ещё одному специальном приглашению на Открытый чемпионат Австралии. Он переиграл одного из победителей квалификации словака Лукаша Лацко — 6:3, 6:7(1), 7:6(4), 6:1. Стабильные результаты на «челленджерах» (по два титула серии в одиночках и паре) постепенно накапливали рейтинг Истомина, и к началу следующего сезона он вплотную приблизился к первой сотне одиночного рейтинга.
Истомин в феврале 2009 года впервые вошёл в первую сотню рейтинга и вскоре закрепился в ней. На Ролан Гаррос он впервые сыграл в основе турнира Большого шлема вне Австралии и сходу выиграл матч. В июне он сыграл первый четвертьфинал в Туре — на травяном турнире в Истборне. Осенью Истомин пробился в третий раунд на Открытого чемпионата США, однако по итогам сезона не смог остаться в топ-100.

### 2010—2013 (первые одиночные финалы и титул в парах в Туре, топ-50)

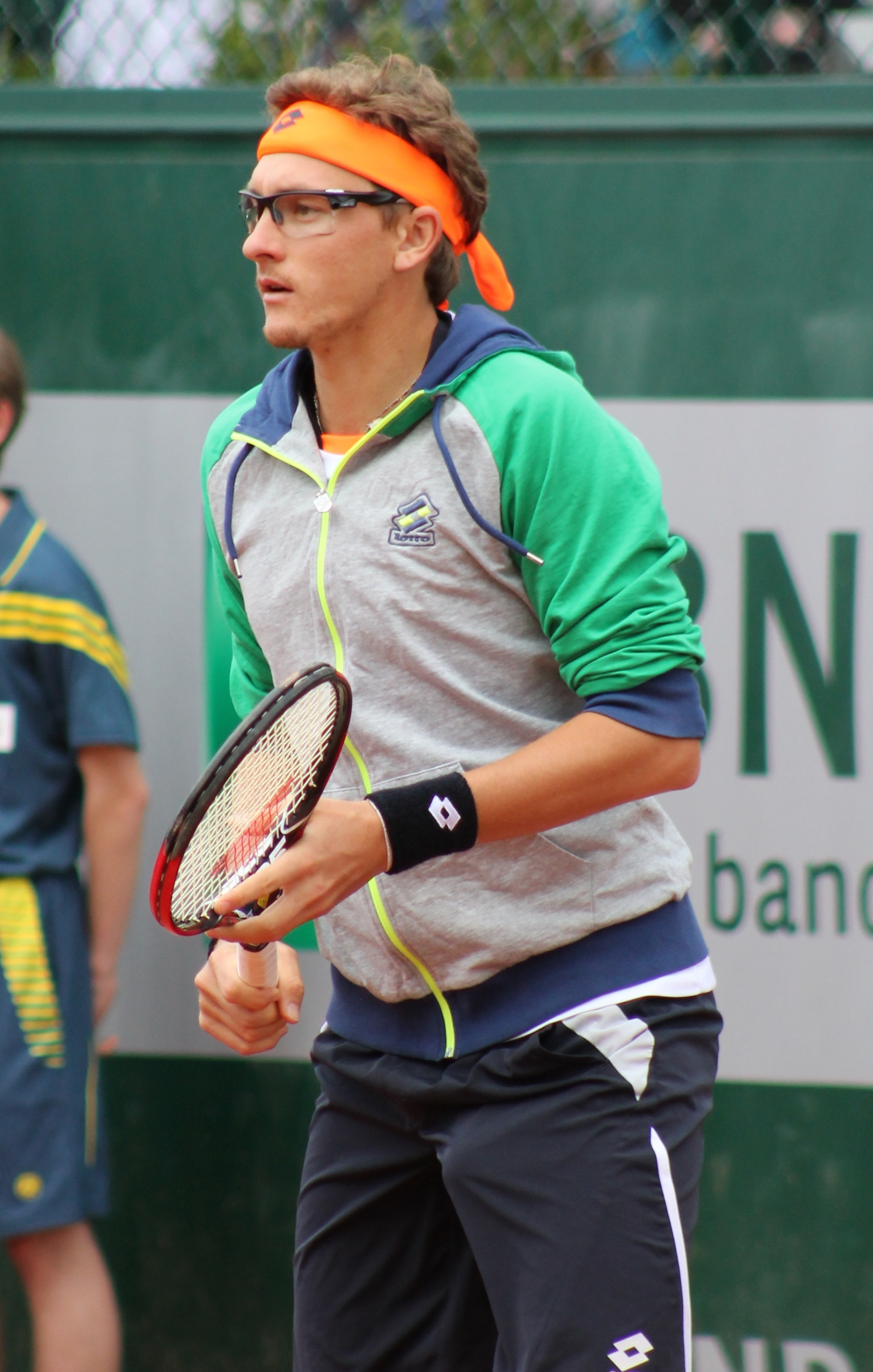
На Ролан Гаррос 2013 года

В 2010 году Истомин смог поднять уровень результатов и войти в топ-50. В начале следующего года он повторил выход в третий раунд на Большом шлеме: в Австралии, в первом раунде выиграв у сеянного 32-м француза Жереми Шарди (6:2, 6:2, 6:0). В феврале он неплохо сыграл зальный турнир в Сан-Хосе, где добрался до полуфинала и в одиночном и в парном разрядах. В июне во время травяной серии — вновь неплохо отыграл британскую связку: на турнире в Лондоне Истомин три сета на равных играл с Рафаэлем Надалем, неделю спустя в Истборне добрался до ещё одного полуфинала на турнирах основной серии, а на Уимблдоне пробился в третий раунд, в пяти сетах выбив из сетки двадцатого сеянного Стэна Вавринку. Летом к этому добавился четвертьфинал на призе средней серии в Гамбурге, где Истомин справился с мастером игры на грунтовых кортах Николасом Альмагро и дебютный финал на соревнованиях Тура: в Нью-Хэйвене, где Истомин не сумел переиграть в титульном матче Сергея Стаховского. Богатый на хорошие результаты год завершился зальной серией турниров в Европе, на одном из которых в Москве Истомин добыл полуфинал. Закончил сезон 2010 года на 40-м месте рейтинга.
В 2011 году произошёл небольшой откат по рейтинговым позициям. Вследствие малорезультативной первой половины года (лучший результат четвертьфинал в Сан-Хосе в феврале) Истомин в августе вернулся на «челленджеры», выиграв два титула на домашних турнирах. В сентябре он взял ещё два «челленджера» (в Турции и Узбекистане). Ход частично оправдал себя с точки зрения заработанных очков (№ 73 в рейтинге по итогам года), но улучшения результатов на более сильных турнирах не принёс.
Через год спад был преодолён, и Истомин вновь вернулся в топ-50 одиночной классификации. В начале года он вышел в четвертьфинал в Брисбене и полуфинал на турнире в Сиднее; затем добрался до финала в Сан-Хосе, где переиграв Энди Роддика, уступил Милошу Раоничу. В марте он вышел в четвёртый круг на крупном турнире в Индиан-Уэлсе, взяв верх над Давидом Феррером (первая победа над теннисистом из топ-10). Грунтовый сезон прошёл чуть слабее, но на траве Истомин вновь вернул хорошую форму, оформив выход в 1/4 финала в Истборне и пробившись в четвёртый раунд на Уимблдоне. В 2012 году Денис также сыграл в олимпийском теннисном турнире, где в одиночном соревновании смог пробиться в третий раунд. 13 августа в одиночном рейтинге смог достичь самой высокой в карьере — 33-й позиции. Концовка года вновь была проведена чуть слабее, но помимо одиночного разряда Истомин проявил себя в паре: альянс вместе с Михаилом Елгиным позволял ему регулярно бывать на поздних стадиях небольших турниров основной серии ассоциации, а в конце года на турнире в Пекине впервые пробился в финал на подобном уровне: вместе с Карлосом Берлоком они переиграли пары Мирный / Нестор, Бопанна / Бхупати, а в решающем матче уступили братьям Брайанам.
В январе 2013 года Истомин вышел в четвертьфинал в Брисбене и Сиднее. Вместе с Ярославой Шведовой он добрался до полуфинала турнира смешанных пар Открытого чемпионата Австралии, уступив лишь будущим чемпионам. В феврале вновь результативно было сыгран американский хардовый отрезок (1/4 финала в Сан-Хосе и 1/2 финала в Мемфисе, где на одном из турниров удалось переиграть Джона Изнера. Следующий раз в четвертьфинал удалось попасть в июле на турнире в Атланте. На Открытом чемпионате США, переиграв на старте сеянного испанца Николаса Альмагро, смог во второй раз в карьере пробиться в четвёртый раунд на соревнованиях Большого шлема. Осенью Истомин удачно отыграл российскую связку соревнований в парном разряде: вместе с Домиником Инглотом вышел в финал в Санкт-Петербурге (где также доиграл до четвертьфинала в одиночках), а альянс с Михаилом Елгиным принёс первый в карьере титул в Мировом туре на турнире в Москве.

### 2014—2017 (первые одиночные титулы и победа над Джоковичем в Австралии)

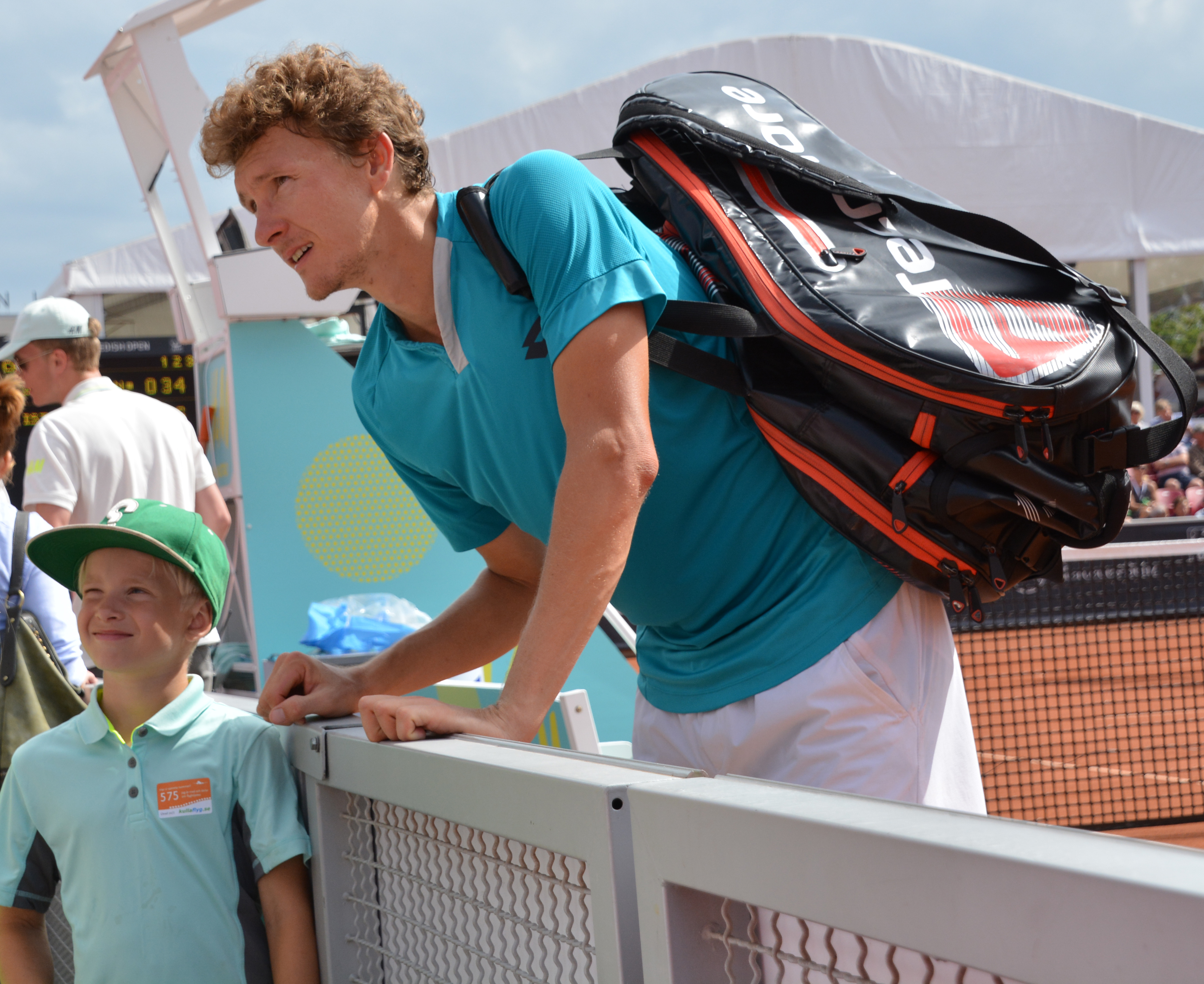
На турнире в Бостаде 2015 года

В январе 2014 года Истомин вышел в четвертьфинал турнира в Сиднее, затем на Открытом чемпионате Австралии доиграл до третьего раунда. В феврале он сыграл в четвертьфинале на в Монпелье, а в парном разряде этого турнира удалось выиграть главный приз в партнёрстве с Николаем Давыденко. В решающем матче их дуэт обыграл Марка Жикеля и Николя Маю. В марте вышел в третий раунд турнира серии Мастерс в Майами. В грунтовой части сезона он отметился двумя выходами в 1/4 финала (в Бухаресте и Мюнхене), а также 1/2 финала в Дюссельдорфе. Травяной отрезок в июне ознаменовался полуфиналом в Истборне, а на Уимблдоне выходом в третий раунд. До конца года Истомин отметился ещё одним четвертьфиналом — в октябре в Токио.
В первой части сезона 2015 года Истомин лишь раз смог выйти в четвертьфинал (в феврале в Монпелье). В июне он смог завоевать свой первый индивидуальный титул в Мировом туре, став победителем травяного турнира в Ноттингеме, переиграв в финале на двух тай-брейках Сэма Куэрри. В июле на грунте в Бостаде вышел в четвертьфинал, а затем на турнире в Гштаде взял третий трофей основного тура в парном разряде, когда в финале вместе с Александром Бурым на решающем тай-брейке переиграл Айсама Куреши и Оливера Мараха. После этого в Туре Истомин смог один раз выйти в одиночках в четвертьфинал — в сентябре в Санкт-Петербурге, а в октябре в более младшем туре «челленджер» выиграл один турнир у себя на родине.
В 2016 году Истомин испытывал проблемы и лишь в конце июня на Уимблдоне (без учёта квалификаций) смог выиграть два матча подряд, пройдя в третий раунд. Летом он покинул пределы топ-100 рейтинга и сыграл на Олимпиаде в Рио-де-Жанейро, где проиграл в первом же раунде Давиду Ферреру. Осенью на младших турнирах серии «челленджер» в Средней Азии сыграл два одиночных финала, а также два парных (из них один выиграл).
На Открытом чемпионате Австралии 2017 года Истомин получил уайлд-кард, имея 117-ю позицию в рейтинге. Во втором круге он обыграл шестикратного чемпиона турнира (из них двух последних лет) и вторую ракетку мира Новака Джоковича — 7:6(8), 5:7, 2:6, 7:6(5), 6:4. Это всего вторая победа Истомина над теннисистом из топ-10 за карьеру. Далее он смог пройти испанца Роберто Баутисту, а в четвёртом раунде проиграл Григору Димитрову. После этого выступления Истомин вернулся в первую сотню, заняв 80-е место. На соревнованиях после этого до июля и турнира в Гштаде Истомин не доигрывал до четвертьфинала. В следующий четвертьфинал он вышел в сентябре в Меце. 1 октября 2017 года одержал победу на турнире в китайском Чэнду. При счете 3:2 соперник Истомина киприот Маркос Багдатис отказался от продолжения борьбы из-за травмы. Это второй его одиночный титул в Мировом туре.

### 2018—2021
В сезоне 2018 гола Истомин стартовал с четвертьфинала на турнире Брисбене, а на Открытом чемпионате Австралии, где год назад выбил действующего чемпиона, на этот раз завершил игру во втором раунде. В целом сезон не складывался и весной Истомин выдал серию из восьми поражений подряд. В июне он прервал неудачную серию на траве в Штутгарте, где вышел в четвертьфинал. Далее вновь последовали неудачные выступления, однако в начале августа он удачно выступил на грунте турнира в Кицбюэле. Ему пришлось начинать с квалификационного отбора и его учётом Истомин выиграл шесть матчей подряд, в том числе во втором раунде у действующего чемпиона турнира Филиппа Кольшрайбера. В решающем матче он проиграл в двух сетах словаку Мартину Клижану. В сентябре, после вылета в первом раунде с Большого шлема в США, выиграл в младшей серии «челленджер» приз в Чикаго (США), обыграв в финале в двух сетах американца Райли Опелку. В октябре выиграл ещё один «челленджер» в Алматы (Казахстан), разобравшись в трёхсетовом финале с Николой Милоевичем из Сербии.
В начале 2019 года Истомин окончательно покинул топ-100 мирового рейтинга. На Открытом чемпионате Австралии он сыграл в основе, где в первом раунде уступил Роджеру Федереру. Ещё один Большой шлем в основной сетке в сезоне это Уимблдон, на котором он также проиграл на старте. Из-за низкого рейтинга Истомин все чаще не проходил на соревнования основного тура, играя по ходу сезона на «челленджерах». Осенью он два раза сыграл в финалах «челленджеров», а в парном разряде смог взять один титул. В неполном сезоне 2020 года он вышел в один финал на «челленджере» в США.
В 2021 году Истомин, находясь уже за пределами топ-200, смог удачно провести квалификацию на Ролан Гаррос, выиграв три матча отбора. В первом раунде его соперником стал Роджер Федерер, которому Истомин проиграл восьмой раз в карьере, так и не выиграв ни разу.
Летом 2021 года он получил индивидуальное приглашение сыграть на Олимпиаде в Токио, но проиграл в первом же раунде.

### 2022—2024
В октябре 2022 года смог выиграть парный «челленджер» в Италии.
В июле 2024 года стал финалистом турнира ATP Challenger в парном разряде на Кубке Президента Казахстана в Астане (Казахстан) вместе с Евгением Карловским, в финале проиграв Егору Агафонову и Илье Симакину со счётом: 4-6, 3-6.

### Сборная и национальные турниры
С 2005 по 2022 год Истомин регулярно принимал участие в качестве лидера национальной команды в Кубке Дэвиса. За 18 лет игр на подобном уровне провёл в рамках турнира 86 матчей, одержав в них 35 одиночных побед и 17 — парных. Сборная в этот период стабильно играла в высшей группе своей региональной зоны, шесть раз добившись шанса пробиться в мировую группу, но каждый раз уступая сборным с более ровным составом: в 2009 году — сербам, три года спустя — казахам, в 2014 году — австралийцам, в 2015 — американцам, в 2016 — швейцарцам, а в 2018 — британцам.
Также Истомин регулярно играл за узбекистанскую команду в различных региональных соревнованиях, включая главное из них: Азиатские игры. В 2006 году он участвовал в соревновании в трёх разрядах: в одиночном разряде, мужском паре и команде и в каждом турнире уступил в четвертьфинале; четыре года спустя эти результаты были улучшены: в одиночном разряде и команде Истомин добрался до финала, но золотую медаль оба раза упустил — личный турнир был проигран индийцу Сомдеву Девварману, а командный — сборной Тайваня. Три раза он был участником Олимпийских игр, где лучшим результатом стал третий раунд в 2012 году.
В 2024 году Денис Истомин закончил свою профессиональную карьеру.

## Рейтинг на конец года
| Год  | Одиночный рейтинг | Парный рейтинг |
| 2023 | 1490              | 668            |
| 2022 | 467               | 396            |
| 2021 | 254               | 436            |
| 2020 | 184               | 354            |
| 2019 | 177               | 357            |
| 2018 | 92                | 295            |
| 2017 | 63                | 402            |
| 2016 | 121               | 138            |
| 2015 | 61                | 89             |
| 2014 | 49                | 178            |
| 2013 | 45                | 94             |
| 2012 | 43                | 61             |
| 2011 | 73                | 174            |
| 2010 | 40                | 137            |
| 2009 | 102               | 116            |
| 2008 | 105               | 229            |
| 2007 | 230               | 338            |
| 2006 | 200               | 170            |
| 2005 | 196               | 337            |
| 2004 | 858               | 720            |
| 2001 | 1 169             | 1 051          |

## Выступления на турнирах

### Финалы турнировATPв одиночном разряде (5)

#### Победы (2)
| Титулы                      |
| --------------------------- |
| Турниры Большого шлема (0)* |
| Олимпиада (0)               |
| Итоговый турнир ATP (0)     |
| Мастерс (0)                 |
| АТР 500 (0)                 |
| АТР 250 (2+3)               |

| Титулы по покрытиям | Титулы по месту проведения матчей турнира |
| ------------------- | ----------------------------------------- |
| Хард (1+2)*         | Зал (0+2)                                 |
| Грунт (0+1)         | Зал (0+2)                                 |
| Трава (1)           | Открытый воздух (2+1)                     |
| Ковёр (0)           | Открытый воздух (2+1)                     |

* количество побед в одиночном разряде + количество побед в парном разряде.
| №  | Дата           | Турнир                    | Покрытие | Соперник в финале | Счёт          |
| 1. | 25 июня 2015   | Ноттингем, Великобритания | Трава    | Сэм Куэрри        | 7-6(1) 7-6(6) |
| 2. | 1 октября 2017 | Чэнду, Китай              | Хард     | Маркос Багдатис   | 3-2 — отказ   |

#### Поражения (3)
| №  | Дата            | Турнир            | Покрытие   | Соперник в финале | Счёт        |
| 1. | 28 августа 2010 | Нью-Хейвен, США   | Хард       | Сергей Стаховский | 6-3 3-6 4-6 |
| 2. | 19 февраля 2012 | Сан-Хосе, США     | Хард (зал) | Милош Раонич      | 6-7(3) 2-6  |
| 3. | 4 августа 2018  | Кицбюэль, Австрия | Грунт      | Мартин Клижан     | 2-6 2-6     |

### Финалычелленджерови фьючерсов в одиночном разряде (25)

#### Победы (17)
| Титулы               |
| Челленджеры (12+10)* |
| Фьючерсы (5+5)       |

| Титулы по покрытиям | Титулы по месту проведения матчей турнира |
| ------------------- | ----------------------------------------- |
| Хард (16+14)*       | Зал (0+4)                                 |
| Грунт (1+1)         | Зал (0+4)                                 |
| Трава (0)           | Открытый воздух (17+11)                   |
| Ковёр (0)           | Открытый воздух (17+11)                   |

* количество побед в одиночном разряде + количество побед в парном разряде.
| №   | Дата             | Турнир                | Покрытие | Соперник в финале  | Счёт                   |
| 1.  | 16 апреля 2005   | Карши, Узбекистан     | Хард     | Акмал Шарипов      | 6-3 6-2                |
| 2.  | 7 мая 2005       | Наманган, Узбекистан  | Хард     | Александр Маркин   | 6-4 7-6(5)             |
| 3.  | 15 мая 2005      | Андижан, Узбекистан   | Хард     | Сунь Пэн           | 7-5 6-3                |
| 4.  | 27 августа 2005  | Бухара, Узбекистан    | Хард     | Илья Бозоляц       | 6-4 6-7(2) 6-5 — отказ |
| 5.  | 15 апреля 2006   | Карши, Узбекистан     | Хард     | Алексей Кедрюк     | 7-6(2) 6-4             |
| 6.  | 12 мая 2007      | Андижан, Узбекистан   | Хард     | Сарвар Икрамов     | 7-6(2) 6-3             |
| 7.  | 18 августа 2007  | Бухара, Узбекистан    | Хард     | Амир Вайнтрауб     | 3-6 6-1 6-4            |
| 8.  | 25 августа 2007  | Карши, Узбекистан     | Хард     | Марсель Ильхан     | 6-1 6-4                |
| 9.  | 16 августа 2008  | Бухара, Узбекистан    | Хард     | Илья Марченко      | 4-6 6-2 6-4            |
| 10. | 23 августа 2008  | Карши, Узбекистан     | Хард     | Михаил Елгин       | 6-3 7-6(4)             |
| 11. | 13 августа 2011  | Самарканд, Узбекистан | Грунт    | Малик Джазири      | 7-6(2) — отказ         |
| 12. | 21 августа 2011  | Карши, Узбекистан     | Хард     | Блаж Кавчич        | 6-3 1-6 6-1            |
| 13. | 18 сентября 2011 | Стамбул, Турция       | Хард     | Филипп Кольшрайбер | 7-6(6) 6-4             |
| 14. | 24 сентября 2011 | Ташкент, Узбекистан   | Хард     | Юрген Цопп         | 6-4 6-3                |
| 15. | 17 октября 2015  | Ташкент, Узбекистан   | Хард     | Лукаш Лацко        | 6-3 6-4                |
| 16. | 9 сентября 2018  | Чикаго, США           | Хард     | Райли Опелка       | 6-4 6-2                |
| 17. | 7 октября 2018   | Алма-Ата, Казахстан   | Хард     | Никола Милоевич    | 6-7(4) 7-6(5) 6-2      |

#### Поражения (8)
| №  | Дата             | Турнир              | Покрытие   | Соперник в финале          | Счёт              |
| 1. | 3 августа 2008   | Саранск, Россия     | Грунт      | Михаил Елгин               | 6-7(6) 6-3 3-6    |
| 2. | 7 сентября 2008  | Черкассы, Украина   | Грунт      | Оливье Патьянс             | 2-6 0-6           |
| 3. | 18 октября 2009  | Ташкент, Узбекистан | Хард       | Маркос Багдатис            | 3-6 6-1 3-6       |
| 4. | 16 октября 2016  | Ташкент, Узбекистан | Хард       | Константин Кравчук         | 5-7 4-6           |
| 5. | 27 ноября 2016   | Астана, Казахстан   | Хард (зал) | Ёсихито Нисиока            | 4-6 7-6(4) 6-7(3) |
| 6. | 15 сентября 2019 | Стамбул, Турция     | Хард       | Юго Эмбер                  | 2-6 2-6           |
| 7. | 27 октября 2019  | Лючжоу, Китай       | Хард       | Алехандро Давидович Фокина | 3-6 7-5 6-7(5)    |
| 8. | 1 марта 2020     | Колумбус, США       | Хард (зал) | Джеффри Джон Вольф         | 4-6 2-6           |

### Финалы турнировATPв парном разряде (5)

#### Победы (3)
| №  | Дата            | Турнир            | Покрытие   | Партнёр           | Соперники в финале                | Счёт            |
| 1. | 19 октября 2013 | Москва, Россия    | Хард (зал) | Михаил Елгин      | Кен Скупски Нил Скупски           | 6-2 1-6 [14-12] |
| 2. | 9 февраля 2014  | Монпелье, Франция | Хард (зал) | Николай Давыденко | Марк Жикель Николя Маю            | 6-4 1-6 [10-7]  |
| 3. | 2 августа 2015  | Гштад, Швейцария  | Грунт      | Александр Бурый   | Айсам-уль-Хак Куреши Оливер Марах | 3-6 6-2 [10-5]  |

#### Поражения (2)
| №  | Дата             | Турнир                  | Покрытие   | Партнёр        | Соперники в финале              | Счёт       |
| 1. | 7 октября 2012   | Пекин, Китай            | Хард       | Карлос Берлок  | Боб Брайан Майк Брайан          | 3-6 2-6    |
| 2. | 22 сентября 2013 | Санкт-Петербург, Россия | Хард (зал) | Доминик Инглот | Фернандо Вердаско Давид Марреро | 6-7(6) 3-6 |

### Финалычелленджерови фьючерсов в парном разряде (25)

#### Победы (15)
| №   | Дата            | Турнир                  | Покрытие   | Партнёр            | Соперники в финале                     | Счёт                 |
| 1.  | 21 ноября 2004  | Гуанчжоу, Китай         | Хард       | Мурад Иноятов      | Алессандро Мотти Флавио Чиполла        | 3-0 — отказ          |
| 2.  | 20 мая 2005     | Фергана, Узбекистан     | Хард       | Мурад Иноятов      | Лу Яньсюнь Данай Удомчоке              | 6-1 6-3              |
| 3.  | 15 апреля 2006  | Карши, Узбекистан       | Хард       | Мурад Иноятов      | Теодор-Дачан Крачун Роман Кутац        | 6-4 6-1              |
| 4.  | 22 июля 2006    | Пенза, Россия           | Хард       | Мурад Иноятов      | Денис Мацукевич Артём Ситак            | 6-1 6-3              |
| 5.  | 13 августа 2006 | Санкт-Петербург, Россия | Грунт      | Мурад Иноятов      | Давид Гес Эдуар Роже-Васслен           | 4-6 6-4 [10-5]       |
| 6.  | 22 октября 2006 | Ла-Рош-сюр-Йон, Франция | Хард (зал) | Жан-Франсуа Башело | Жереми Бланден Шарль-Антуан Брезак     | 7-6(1) 5-7 6-4       |
| 7.  | 29 октября 2006 | Родез, Франция          | Хард (зал) | Лукаш Росол        | Регинальд Виллемс Стефан Вотерс        | 4-6 7-6(4) 7-6(4)    |
| 8.  | 26 июля 2008    | Пенза, Россия           | Хард       | Евгений Кириллов   | Бой Вестерхоф Андре Гем                | 6-2 3-6 [10-6]       |
| 9.  | 3 августа 2008  | Саранск, Россия         | Хард       | Евгений Кириллов   | Александр Красноруцкий Денис Мацукевич | 6-2 7-6(9)           |
| 10. | 11 октября 2009 | Монс, Бельгия           | Хард (зал) | Евгений Королёв    | Теймураз Габашвили Алехандро Фалья     | 6-7(4) 7-6(4) [11-9] |
| 11. | 18 октября 2009 | Ташкент, Узбекистан     | Хард       | Мурад Иноятов      | Иржи Кркоска Лукаш Лацко               | 7-6(4) 6-4           |
| 12. | 16 октября 2016 | Ташкент, Узбекистан     | Хард       | Михаил Елгин       | Андре Бегеман Леандер Паес             | 6-4 6-2              |
| 13. | 27 октября 2019 | Лючжоу, Китай           | Хард       | Михаил Елгин       | Нам Чи Сон Сон Минку                   | 3-6 6-4 [10-6]       |
| 14. | 30 октября 2022 | Ортизеи, Италия         | Хард (зал) | Евгений Карловский | Марко Бортолотти Серхио Мартос Горнес  | 6-3 7-5              |
| 15. | 14 апреля 2024  | Монастир, Тунис         | Хард       | Евгений Карловский | Джеймс Дэвис Джайлз Хасси              | Без игры             |

#### Поражения (10)
| №   | Дата           | Турнир                      | Покрытие   | Партнёр            | Соперники в финале                         | Счёт              |
| 1.  | 15 апреля 2005 | Карши, Узбекистан           | Хард       | Мурад Иноятов      | Сергей Демёхин Игорь Куницын               | 4-6 7-5 4-6       |
| 2.  | 18 июня 2006   | Бассано-дель-Граппа, Италия | Грунт      | Андрей Голубев     | Фабио Коланджело Стефано Янни              | 4-6 4-6           |
| 3.  | 11 мая 2007    | Андижан, Узбекистан         | Хард       | Мурад Иноятов      | Виктор Козин Павел Чехов                   | 6-7(5) 7-6(4) 3-6 |
| 4.  | 28 июля 2007   | Пенза, Россия               | Хард       | Мурад Иноятов      | Александр Красноруцкий Александр Кудрявцев | 1-6 6-4 [4-10]    |
| 5.  | 27 ноября 2016 | Астана, Казахстан           | Хард (зал) | Михаил Елгин       | Александр Недовесов Тимур Хабибулин        | 6-7(7) 2-6        |
| 6.  | 19 мая 2018    | Самарканд, Узбекистан       | Грунт      | Михаил Елгин       | Срирам Баладжи Вишну Вардхан               | Без игры          |
| 7.  | 25 июня 2023   | Попрад, Словакия            | Грунт      | Евгений Карловский | Владислав Орлов Даниэль Паты               | Без игры          |
| 8.  | 19 мая 2024    | Качрети, Грузия             | Хард       | Евгений Карловский | Чарльз Брум Хэмиш Стюарт                   | 4-6 4-6           |
| 9.  | 30 июня 2024   | Бурк-ан-Брес, Франция       | Грунт      | Евгений Карловский | Максанс Бож Люка Буке                      | 5-7 7-5 [4-10]    |
| 10. | 7 июля 2024    | Труа, Франция               | Грунт      | Евгений Карловский | Найл Оберлайтнер Якуб Пауль                | 4-6 6-7(1)        |

## История выступлений на турнирах
По состоянию на 15 июля 2024 года
Для того, чтобы предотвратить неразбериху и удваивание счета, информация в этой таблице корректируется только по окончании турнира или по окончании участия там данного игрока.
| Турнир                       | 2006  | 2007  | 2008  | 2009          | 2010          | 2011          | 2012  | 2013          | 2014          | 2015          | 2016  | 2017          | 2018          | 2019          | 2021  | Итог   | В/П за карьеру |
| ---------------------------- | ----- | ----- | ----- | ------------- | ------------- | ------------- | ----- | ------------- | ------------- | ------------- | ----- | ------------- | ------------- | ------------- | ----- | ------ | -------------- |
| Турниры Большого шлема       |       |       |       |               |               |               |       |               |               |               |       |               |               |               |       |        |                |
| Открытый чемпионат Австралии | 1Р    | К     | 2Р    | 2Р            | 3Р            | 1Р            | 1Р    | 2Р            | 3Р            | 1Р            | 1Р    | 4Р            | 2Р            | 1Р            | К     | 0 / 13 | 11-13          |
| Открытый чемпионат Франции   | К     | -     | К     | 2Р            | 2Р            | 1Р            | 2Р    | 2Р            | 2Р            | 1Р            | 1Р    | 2Р            | 1Р            | К             | 1Р    | 0 / 11 | 6-11           |
| Уимблдонский турнир          | -     | -     | -     | 1Р            | 3Р            | 2Р            | 4Р    | 1Р            | 3Р            | 1Р            | 3Р    | 1Р            | 1Р            | 1Р            | -     | 0 / 11 | 10-11          |
| Открытый чемпионат США       | -     | -     | -     | 3Р            | 2Р            | 2Р            | 1Р    | 4Р            | 1Р            | 2Р            | 1Р    | 1Р            | 1Р            | К             | К     | 0 / 10 | 8-10           |
| Итог                         | 0 / 1 | 0 / 0 | 0 / 1 | 0 / 4         | 0 / 4         | 0 / 4         | 0 / 4 | 0 / 4         | 0 / 4         | 0 / 4         | 0 / 4 | 0 / 4         | 0 / 4         | 0 / 2         | 0 / 1 | 0 / 45 |                |
| В/П в сезоне                 | 0-1   | 0-0   | 1-1   | 4-4           | 6-4           | 2-4           | 4-4   | 5-4           | 5-4           | 1-4           | 2-4   | 4-4           | 1-4           | 0-2           | 0-1   |        | 35-45          |
| Олимпийские игры             |       |       |       |               |               |               |       |               |               |               |       |               |               |               |       |        |                |
| Летняя олимпиада             | НП    | НП    | -     | Не проводился | Не проводился | Не проводился | 3Р    | Не проводился | Не проводился | Не проводился | 1Р    | Не проводился | Не проводился | Не проводился | 1Р    | 0 / 3  | 2-3            |

К — проигрыш в квалификационном турнире.